# Manuel de Agote y Bonechea
Manuel de Agote y Bonechea ( Guetaria 1755 - Guetaria 1803) fue un  agente comercial español de la Real Compañía de Filipinas destinado en la factoría de Cantón, única  base de contacto entre los occidentales de la época y el Imperio chino.
Dejó como legado unos diarios, depositados en el Museo Marítimo Vasco,  en los que cuenta todas las incidencias que vivió  tanto en su período como navegante en diversos navíos que hacían la ruta Europa-Asia,  como las que transcurrían en la factoría de la Real Compañía de Filipinas en el puerto franco de Cantón.
Los últimos años de su vida los pasó en su localidad natal donde fue alcalde en el año 1800. Ese año costeó  la primera estatua  en Guetaria a la memoria de su conciudadano  Juan Sebastián Elcano como iniciador de la carrera de navegación de altura a la que él dedicó  toda su vida.

## Biografía
Nació en Guetaria, población del País Vasco al norte de España.
Provenía de una familia de notables de la provincia por lo que recibió una educación propia de la Ilustración con fundamento en la cultura clásica. Manuel de Agote dominaba el latín, y una sólida formación científica basada en el empirismo y la experimentación.
Comenzó trabajando en la escala administrativa y en el año 1779 tomó la decisión de enrolarse en el comercio marítimo de gran altura.
Comenzó esta nueva actividad navegando como agente de Uztariz, San Ginés y compañía, a bordo del navío Hércules fletado por la misma compañía.
En su primera navegación a bordo del Hércules hizo la travesía Cádiz - Manila siguiendo la ruta africana al Índico y el Pacífico, doblando por el Cabo de Buena Esperanza.
Posteriormente fue contratado al servicio de la Real Compañía de Filipinas, que era la continuidad de la Real Compañía Guipuzcoana de Caracas.

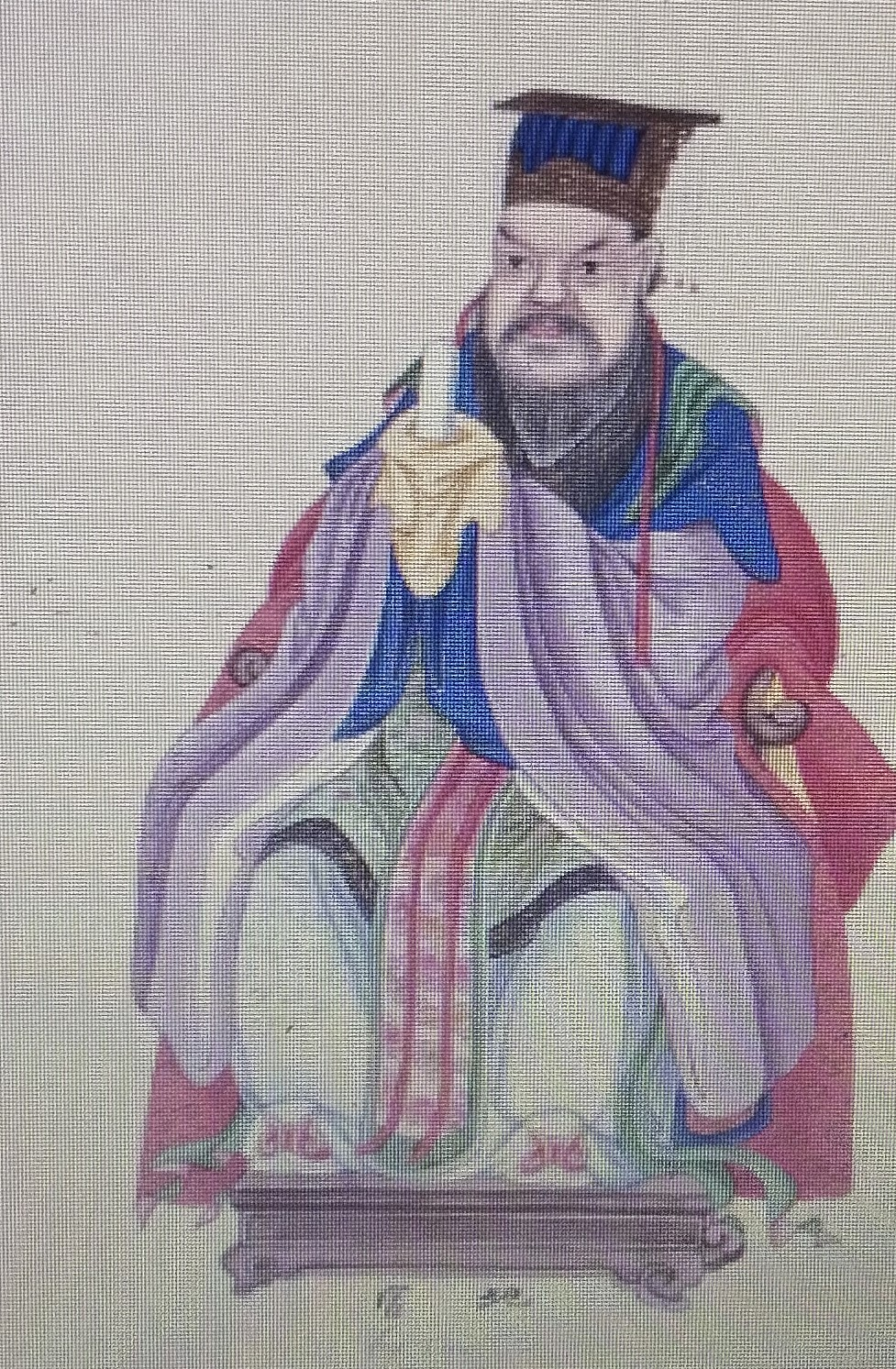
Ilustración por Manuel de Agote en sus diarios

En la Compañía de Filipinas a bordo de la fragata Astrea, desempeñó las funciones de representante de una de las pocas compañías de comercio europeas autorizadas a traficar con los productos de lujo cosechados o manufacturados por el Imperio chino.
Dejó como legado unos detallados diarios donde describió  las incidencias de las que era testigo tanto en su período como navegante en diversos navíos que hacían la ruta Europa-Asia, bien vía Cabo de Hornos, bien vía Cabo de Buena Esperanza.
La importancia de éstos diarios estriba en varios aspectos: la descripción el arte de navegar en grandes navíos de vela transoceánicos o la cartografía de territorios aún desconocidos en el área del Pacífico y el Índico. 
Ese objetivo se cumplirá  quedando  reflejado en los diarios de 1786 y 1787.Tanto en las anotaciones manuscritas de Manuel de Agote, como en cierto número de mapas de tierras aún por cartografiar incorporados a los mismos  resultaron de una importancia vital para sostener abierta la ruta comercial de Asia-Pacífico, una de las de más alto rendimiento económico en aquellas fechas.
En el  Astrea, bajo el mando de Alejandro Malaspina, describió en sus diarios de los años 1786 y 1787 la carga  que transportaban  como  tropas y pertrechos de guerra a Manila.
También relataba una serie de mediciones astronómicas y experimentos médicos,  fundamentalmente relacionados con la proliferación del escorbuto,  que ayudarían a mejorar las posibilidades de éxito de las expediciones enviadas a la costa del Pacífico y Asia a través del Cabo de Hornos o el Estrecho de Magallanes.
En el año 1797 regresó a Europa por motivos de salud falleciendo en 1803 en su localidad natal.